# Килимник Денис Васильович
Дени́с Васи́льович Кили́мник — бригадний генерал Служби безпеки України. Герой України (2025).

## Життєпис
Обіймає посаду першого заступника керівника Центру спеціальних операцій «А» СБУ.

## Звання
- Бригадний генерал (з 23 червня 2024)[2]

## Нагороди
- Звання Герой України з врученням ордена «Золота Зірка» (22 червня 2025) — за особисту мужність і героїзм, виявлені у захисті державного суверенітету та територіальної цілісності України, самовіддане служіння Українському народові[3].
- Медаль «За військову службу Україні» (23 лютого 2012) — за мужність і самовідданість, виявлені під час виконання військового обов'язку, вагомий особистий внесок у вирішення завдань соціального захисту ветеранів війни та патріотичного виховання молоді[4]